# Бен-Хадад III
Бен-Хадад III (Бар-Адад) (*арам. בר הדד‎; д/н — бл. 770 до н. е.) — 6-й цар Арам-Дамаску в 808—770 роках до н. е. Ім'я перекладається як «Син Хадада». Згадується в Другій книзі царів.

## Життєпис
Син царя Азаїла. Посів трон близько 808 року до н. е. 806 року до н. е. скористався заколотом в Хаматі, виступив проти узурпатора Заккура, якого разом з союзними царствами Ку'е, Мелід, Самал, Унка і Гургум, взяв в облозі в Хамі. Втім проти союзників на чолі з арамським царем виступила Ассирія, що стала союзником Заккура. У 805 році до н. е. мусив вести війну з ассирійським царем Адад-нірарі III. 804 році до н. е. зазнав поразки й капітулював у Дамаску. Сплатив величезну данину ассирійцям, проте залишився на троні. Втім Арам було суттєво послаблено. У 796 році до н. е. відбулася ще одна невдала війна з Ассирією, ймовірно, внаслідок повстання Бен-Хадада III.
Цим скористався Йоас, цар Ізраїлю, що вирішив відвоювати землі захоплені Азраїлом. У вирішальній битві біля Афеку Бен-Хадад III зазнав поразки. В результаті поступився усім Галаадом. За деякими відомостями сплатив навіть данину, що ізраїльські сановники трактували як визнання зверхності Йоаса.
Втім Бен-хадда III оговтався від поразки, але мусив погодитися з відновленням кордонів з Ізраїлем за часів Табріммона. Спрямував наступ на царства Хамат і Аммон. До кінця панування зумів відновити військову та економічну потугу. Цьому сприяли запеклі війни Ассирії з Урарту та північносирійськими державами, внаслідок чого цар Салманасар IV не мав змоги втрутитися у справи Араму.
Помер Бен-Хадад III близько 770 року до н. е. Йому спадкував син або онук Табаїл.